# Alfred Henry Lewis
Alfred Henry Lewis (* 20. Januar 1855 in Cleveland (Ohio); † 23. Dezember 1914 in Manhattan, New York) war ein US-amerikanischer Schriftsteller und Journalist, der sich dem investigativen Journalismus (Muckraker) verschrieben hatte.

## Leben
Lewis war ein Sohn des Handwerkers Isaac Lewis. Seine beiden Brüder William Eugene und Irving J. wurden später ebenfalls Journalisten. Nach seiner Schulzeit in Painesville (Ohio) studierte Lewis Rechtswissenschaften an der Ohio State University (Columbus). Nach erfolgreichem Abschluss arbeitete er von 1878 fast drei Jahre für die Staatsanwaltschaft in Cleveland (Ohio). Mit 24 Jahren heiratete Lewis 1879 in Richfield (Ohio) Alice Ewing, eine Tochter von Dr. A. E. Ewing.
Nachdem er einige Male erfolgreich als Gerichtsreporter berichtet hatte, wechselte er 1881 die Branche und begann nur noch als Journalist zu arbeiten. 1882 ging er mit seiner Ehefrau nach Kansas und von dort unternahm er ausgedehnte Reisen nach Arizona, New Mexico und Texas. Von einigen dieser Reisen berichteten auch seine beiden Brüder. Dort im Wilden Westen lernte er u. a. Bat Masterson kennen, der ihn bestärkte über diesen zu schreiben. Seine erste Erzählung Old Cattleman erschien im Feuilleton der Kansas City Times. Nach eigenem Bekunden wurden in dieser Zeit Bret Harte und Mark Twain seine Vorbilder.
Während diesen Reisen unterstützte Lewis als Herausgeber für einige Monate in New Mexico die Zeitschrift Mora County Pioneer. Um 1891 ließ er sich in Washington, D.C. nieder, um für die Chicago Times direkt aus dem Zentrum der Macht zu berichten. Parallel dazu schrieb er seinen ersten Roman Wolfville, Episodes of a cowboy life, der 1893 erschien. Auch in Zeitschriften und Magazinen, wie Collier’s Weekly, Cosmopolitan und The Saturday Evening Post, wurden seine Artikel und Erzählungen veröffentlicht.
Durch diese Veröffentlichungen wurde der Verleger William Randolph Hearst auf Lewis aufmerksam und engagierte ihn für sein Zeitungsimperium. Lewis ging nach New York und schrieb dort für Hearst seine Artikel-Serien, für die er – neben seinen western stories – auch berühmt wurde. 1891 machte Lewis die Bekanntschaft von Theodore Roosevelt, als er über dessen Rough Riders recherchierte. Aus dieser Zeit stammte auch seine Freundschaft mit Frederic Remington, der später einige seiner Erzählungen und Romane illustrierte.
1908/09 berichtete er über Owners of America und 1909 folgte The betrayal of a Nation. Skandale wie die der Tammany Society oder die Ermordung des Architekten Stanford White durch Harry Kendall Thaw wurden von ihm ausführlich beschrieben.
Als 1914 der Erste Weltkrieg begann, plante man Lewis als Kriegsberichterstatter nach Europa an die Front zu entsenden. Zu diesem Zeitpunkt war Lewis aber schon zu schwer erkrankt und konnte diese Aufgabe nicht wahrnehmen. Er starb am 23. Dezember 1914 in seiner Wohnung in den Hamilton Heights (Manhattan).

## Schriften (Auswahl)
Biographien
- Richard Croker. The Boss. New York 1901.
- When men grow tall or The story of Andrew Jackson. New York 1907.
- An American Patrician or The story of Aaron Burr. New York 1908.

Erzählungen
- The Boss and how he came to rule New York (= Americans in fiction series, 14). Gregg Press, Ridgewood, N.J. 1967.
- Sandburrs. Gregg Press, Ridgewood, N.J. 1970 (EA New York 1899)
- The apaches of New York. Donohue, Chicago 1912.

Romane
- Peggy O’Neal. Grosset & Dunlap, New York 1903.
- The black lion inn. Russell, New York 1903.
- The president. Barnes, New York 1904.
- The sunset trail. Barnes, New York 1905.
- Story about Paul Jones. An historical romance. Bibliolife, Charleston, 2010, ISBN 978-1-103-24111-8 (EA New York 1906)
- Confessions of a detective. Log Cabin Press, New York 1920 (EA New York 1906)

Western
- Wolfville. Episodes of a cowboy life. New York 1893.
- Wolfville Folks. New York 1908.
- Wolfville Nights. New York 1908.
- Faro Nell and her friends. Wolfville stories. New York 1913.

Sachbücher
- Nation-famous New York murder. Donohue, Chicago 1914.